# Ludwig Pfeiffer (Mediziner, 1842)

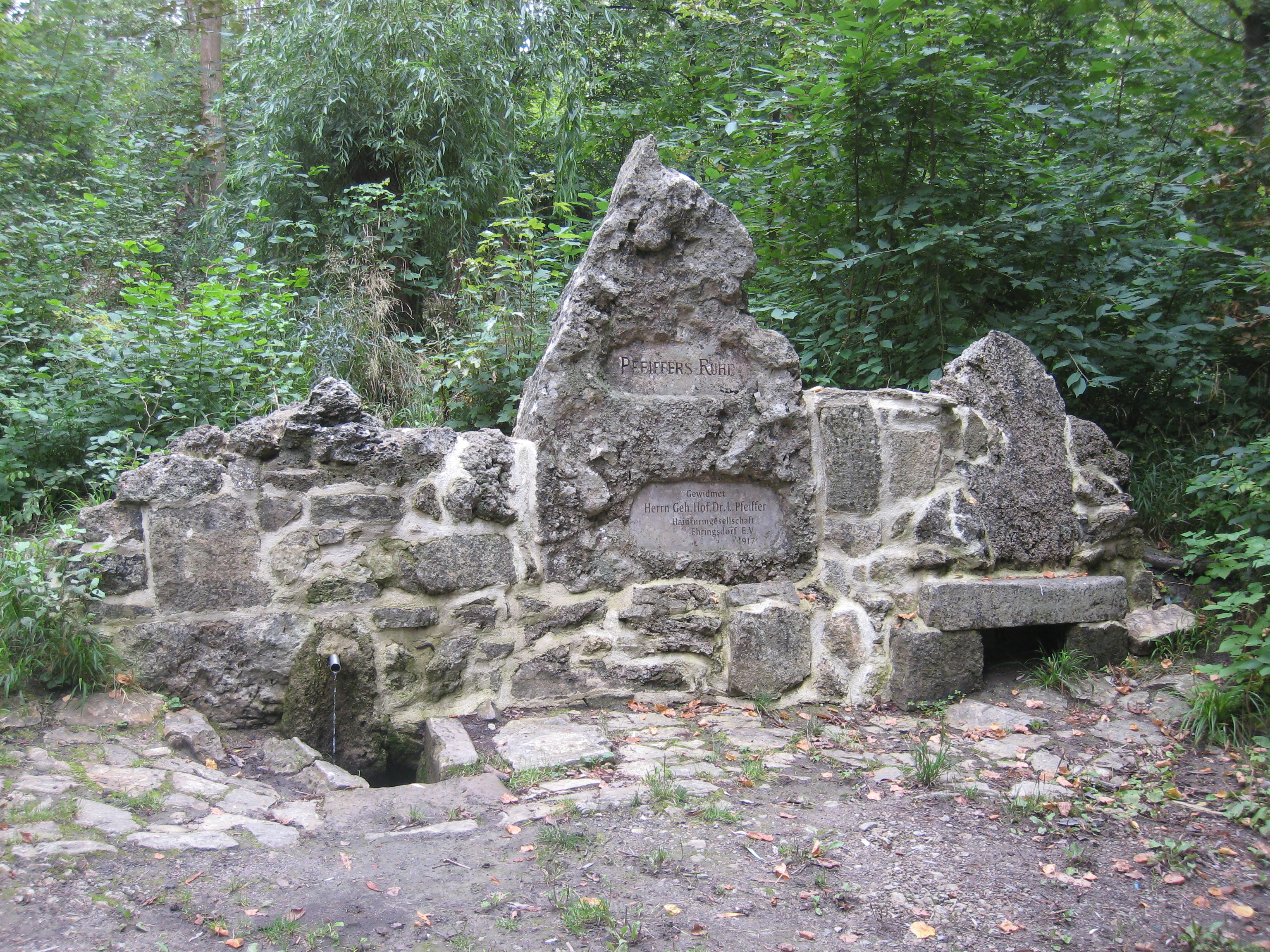
Pfeifferquelle

Ludwig Karl Heinrich Pfeiffer (* 31. März 1842 in Eisenach; † 9. Mai 1921 in Weimar) war ein deutscher Arzt, Prähistoriker und Münzsammler.

## Leben
Pfeiffer studierte Medizin in Jena, Würzburg, Berlin, Prag und Wien und wurde 1863 promoviert. Während seines Studiums wurde er 1859 Mitglied der Burschenschaft Arminia auf dem Burgkeller. Er war ab 1866 in Weimar, wo er Geheimer Medizinalrat wurde und ab 1872 Hofarzt der Großherzogin Sophie. Er war Vorstand des großherzoglich sächsischen Impfinstituts in Weimar, ab 1885 Bezirksarzt und bis 1908 Leiter des 1886 eingeweihten Weimarer Sophienhospitals (und zuvor Leiter der 1877 gegründeten Pflegerinnenanstalt, zu der das Krankenhaus gehörte). Bei Ausbruch der Cholera-Epidemie in Weimar 1865 und 1867 war er maßgeblich an deren Bekämpfung durch Verbesserung der Hygiene verantwortlich. Er machte sich auch um die Rechte der niedergelassenen Ärzte in Thüringen (er schuf eine enge Verbindung der Thüringer Ärztevertretungen zum Leipziger Verband, dem späteren Hartmannbund), die Schwesternausbildung und Medizinstatistik verdient. Ab 1873 war er Redakteur des Correspondenzblattes des allgemeinen ärztlichen Vereins in Thüringen. Zu seinen Patienten gehörte Richard Strauss.
Als Münzsammler trug er eine große Sammlung zur Geschichte der Seuchen zusammen und publizierte auch auf diesem Gebiet. Als Prähistoriker war er Schüler von Friedrich Klopfleisch und an den Ausgrabungen zum Paläolithikum in Ehringsdorf beteiligt (Funde des Ehringsdorfer Urmenschen ab 1908). Er veröffentlichte ein Buch über die Werkzeuge der Steinzeit, wobei er auch selbst Experimentalarchäologie betrieb. Sein Sohn Ernst Pfeiffer setzte sein Werk fort.
1888 wurde er zum Mitglied der Leopoldina gewählt.
Die Pfeifferquelle bei Weimar wurde zu seinem 75. Geburtstag ihm zu Ehren benannt. Pfeiffer war führend in der Initiative zur Restaurierung des nahen Hainturms 1909. Seit 1995 verleiht die Landesärztekammer Thüringen die Dr.-Ludwig-Pfeiffer-Medaille für Verdienste um das Gesundheitswesen.
Er starb mit 80 Jahren als damals ältester Arzt Weimars in seiner Wohnung in der Seminarstraße 8, der heutigen Gropiusstraße. Die Pfeifferstraße wurde nach ihm benannt.
Sein Grab befindet sich auf dem Historischen Friedhof Weimar.

## Schriften (Auswahl)
- Die Choleraverhältnisse Thüringens. München 1867.
- Die Thüringer Bade- und Kurorte. Wien 1872.
- Taschenbuch der Krankenpflege für Krankenpflegeschulen, für Ärzte und für die Familie. 2. Auflage Böhlau, Weimar 1890. 12. Auflage 1929.
- mit Carl Ruland: Pestilentia in nummis. Geschichte der grossen Volkskrankheiten in numismatischen Documenten. Ein Beitrag zur Geschichte der Medicin und der Cultur. Laupp, Tübingen 1882 (Digitalisat).
- Pestilentia in nummis. Beschreibendes Verzeichnis der auf Epidemien von Pest, gelbem Fieber, Cholera, auf Pocken-Erkrankungen und Inoculationen, auf Jenner, Sacco und die Vaccination, sowie der auf Hungersnöthe und andere Calamitäten geprägten Medaillen. Wagner, Weimar 1880.
- Die steinzeitliche Technik und ihre Beziehung zur Gegenwart. Jena 1912.
- Die steinzeitliche Muscheltechnik und ihre Beziehung zur Gegenwart. Ein Beitrag zur Geschichte der Arbeit und zur Psychologie der Geräte. Verlag Gustav Fischer, Jena 1914.
- Die Werkzeuge des Steinzeit-Menschen. Verlag Gustav Fischer, Jena 1920.